# Kapitän Bontekoes Schiffsjungen
Kapitän Bontekoes Schiffsjungen (Originaltitel: De Scheepsjongens van Bontekoe) ist ein Jugendbuch des niederländischen Schriftstellers Johan Fabricius, das zuerst 1924 erschien. Es wurde inspiriert durch den ersten Teil des Schiffsjournals von Kapitän Willem Ysbrandszoon Bontekoe.
Der letzte Teil der Reise (nach der Explosion des Schiffes) weicht vom Schiffsjournal ab, so kommen die weiteren Reisen Bontekoes nach der Ankunft in Indien in dem Jugendbuch nicht vor.
Ende der 1950er Jahre erschien in der Tageszeitung Het Vrije Volk ein Comic, dem das Buch zugrunde lag. Die Bilder waren von Piet Wijn gezeichnet und der Text stammte von Hans Jacobs. Zehn Jahre später wurde das Buch im Nachtprogramm im Fernsehen vorgelesen. Es waren jeweils etwa 15 Minuten lange Episoden, die der Schauspieler Coen Flink vortrug.
Der vollständige Text (in niederländischer Sprache, mit Illustrationen) ist frei im Internet verfügbar.

## Handlung
Hajo und Rolf heuern als Schiffsjungen auf der „Nieuw-Hoorn“ an, einem Schiff, das für die Niederländische Ostindien-Kompanie nach Java fahren soll. Padde, Hajos Busenfreund, nimmt gegen seinen Willen an der Reise teil, weil er ein Nickerchen an Bord macht und nicht bemerkt, wie das Schiff abfährt.
Die drei Jungen halten deswegen in enger Freundschaft zusammen, weil die älteren Matrosen versuchen, sie als Hilfsarbeiter auszunutzen und Schabernack mit ihnen treiben. Davon betroffen sind vor allem Padde als gutmütiger, naiver Dicker und Rolf, der lesen und schreiben kann, während die Matrosen Analphabeten sind. Padde wird Bottlersmaat, der Gehilfe des Bottlers (Getränkeverwalter auf dem Schiff), da er eigentlich in der Bierbrauerei seines Oheims arbeiten möchte („Da weiß man, was man hat“ ist sein Ausspruch dazu).
Padde verursacht ein Feuer auf dem Schiff durch einen brennenden Kerzendocht, der ihm in ein Branntweinfass hineinfällt. Die brennende Flüssigkeit läuft aus und ein großer Brand entsteht. Das Feuer kann trotz Anstrengung der gesamten Mannschaft nicht gelöscht werden und erreicht die Pulverkammer, die explodiert. Siebzig der mehr als zweihundert Menschen an Bord überleben, unter ihnen auch die drei Schiffsjungen, und gelangen segelnd in zwei Booten nach Sumatra.
Dort werden Padde, Hajo, Rolf und der Kochmaat Harmen nach Auseinandersetzungen mit den Eingeborenen von der übrigen Mannschaft getrennt. Die vier Jungen werden gefangen genommen, aber heimlich von dem einheimischen Mädchen Dolimah befreit. Sie schlagen sich anschließend nach Bantam durch. Unterwegs wird Harmen gefangen genommen, allerdings von den anderen wieder befreit. Padde tötet einen Einheimischen, der ihn angegriffen hat. Zu ihnen stößt später Dolimah, die den vieren nachwanderte. Sie ist von ihrem Stamm geflohen, aus Angst vor einer Strafe, da sie die vier zuvor befreit hat. Als Padde schwer krank wird, holt Dolimah einen Medizinmann, der den Jungen heilt. Dolimah bekommt aber mit der Zeit großes Heimweh und geht eines Nachts zurück zu ihrem Dorf, ohne sich zu verabschieden, weil sie den Jungen die Entscheidung ersparen will, sie mitzunehmen oder dazulassen.
Mit einem selbstgebauten Floß gelangen diese nach Java und werden von der „Nieuw Zeeland“ an Bord genommen. Rolf bleibt mit seinem Onkel Bontekoe in Ostasien. Hajo, Padde und Harmen reisen auf der „Nieuw-Zeeland“ zurück und kommen im Dezember 1620 in Vlissingen an.
Das letzte Stück führt über Dordrecht nach Hoorn. Hajo bringt die Heuer von Lijsken, der an Skorbut gestorben ist, dessen Mutter, zusammen mit der Nachricht von Lijskens Ableben.

## Übereinstimmungen mit der Historie
- Bontekoe war Kapitän des Schiffes „Nieuw Horn“ der Vereinigten Ostindischen Kompanie.
- Kaufmann Rol war damals ebenfalls an Bord.
- Das Schiff fuhr ab von Texel am 28. Dezember 1618.
- Bis zur Explosion des Schiffes entspricht die Reisebeschreibung der tatsächlichen Fahrt: Das Schiff ankert bei einigen Inseln vor der brasilianischen Küste, es passiert das Kap der Guten Hoffnung, kann aber wegen Sturm dort keine Vorräte ergänzen; deswegen geht die Mannschaft auf Réunion und Madagaskar an Land.
- Am 19. November 1619, bei Sumatra, verursacht der Bottlersmaat Kelemeyn versehentlich ein Unglück, indem er mit einer Kerze den Branntwein entflammt. Die Mannschaft beginnt damit, das Schießpulver über Bord zu werfen, aber das restliche Schießpulver explodiert schließlich doch.
- Bis zur Explosion bleibt Bontekoe auf dem Schiff, während Kaufmann Rol als Erster in ein Rettungsboot geht. Bontekoe und der 15-jährige Harmen van Kniphuyzen überleben die Explosion.
- Die Anzahl der Überlebenden ist 46 in der Schaluppe und 26 in der Jolle, zusammen 72. Aus Hemden werden Segel genäht.
- Nach einiger Zeit steigt die Besatzung von dem einen Schiff in das andere um.
- An Land angekommen, fährt Bontekoe mit vier anderen in einem Kanu flussaufwärts und kauft einen Büffel. Er fährt allein zurück; die vier sollen mit dem Büffel nachkommen. Dann greifen Einheimische die Seefahrer an, wobei einige Holländer getötet werden. Auf der Flucht werden die vier zurückgelassen.

## Unterschiede
- Der Vorname von Bottlersmaat Kelemeyn ist Padde. Zwei weitere Schiffsjungen sind Peter Hajo und Rolf, ein Neffe von Bontekoe.
- Die vier Zurückgelassenen sind Hajo, Rolf, Padde, und Harmen. Sie werden gefangen genommen, aber von dem eingeborenen Mädchen Dolimah befreit und schlagen sich zu Fuß durch. (In Wirklichkeit sind die vier wahrscheinlich getötet worden.)

## Historische Details
Manche historischen Details hat Fabricius in schriftstellerischer Freiheit verwendet: 
- Kaffee wurde erst Ende des 17. Jh. in Java angebaut und danach kam der Kaffeekonsum in Europa in den unteren Volksschichten an; die Handlung des Buches spielt aber 1619. Paddes Unglück mit der ins Wasser gefallenen Kaffeemühle könnte also erst hundert Jahre später geschehen sein.
- Der Sextant wurde erst 1730 entwickelt.
- Das Nebelhorn wurde erst 1851 erfunden und löste in der zweiten Hälfte des 19. Jahrhunderts nach und nach die Nebelglocke ab, die viel zu schlecht zu hören war.
- Auch Buddelschiffe gibt es erst seit etwa 300 Jahren.
- Eine Tjalk ist ein holländischer Segler für das Wattenmeer. Erstmals tauchte die Bezeichnung „tjalk“ aber erst 1673 in einem friesischen Dokument auf.
- Der Geneverschnaps wird auch erst seit etwa 1650 so genannt.

## Verfilmung
Im Jahr 2007 wurde das Buch unter der Regie von Steven de Jong verfilmt. Bemerkenswert ist, dass der im Buch 19-jährige Kochmaat Harmen aus Enkhuizen im Film von dem über 40-jährigen Thomas Acda dargestellt wird. Auch sonst weicht der Film teils deutlich von dem Buch ab.
Im Film fährt das Schiff direkt von Hoorn ab, mit Zwischenstopp in Texel; im Buch fährt das Schiff von Texel ab, die Jungen gelangen mit einem Boot dorthin.
Im Film fahren sie entlang der Westküste von Afrika statt einer mehr westlichen Route entlang des östlichsten Punktes von Brasilien. Am Kap der Guten Hoffnung nehmen sie Proviant an Bord und segeln dann direkt in die Nähe von Sumatra, statt, wie im Buch, auf Madagaskar und Réunion an Land zu gehen. Nach der Explosion des Schiffes retten sich im Film sieben Personen in ein Boot, anders als im Buch (72 in zwei Booten).
Die drohende Hinrichtung von Padde auf Java kommt im Buch nicht vor.
Im Film fährt Bontekoe auf einem neuen Schiff zurück, und Hajo, Rolf und Padde fahren mit ihm. Im Buch bleiben Bontekoe und Rolf in Asien und Hajo, Padde und Harmen fahren mit einem anderen Schiff zurück.
Auf der Rückreise kommt das Schiff direkt in Hoorn, dem Heimatort, an. Im Buch fährt das heimkehrende Schiff nur nach Vlissingen. Danach folgt im Buch eine mehrtägige Reise nach Hoorn: per Boot, per Schlitten (von Schlittschuhläufern gezogen) und mit Pferdewagen.

## Hörspielbearbeitung
- 1958: Kapitän Bontekoes Schiffsjungen – Bearbeitung (Wort): Werner Walter, Regie: Ursula Horwitz (Kinderhörspiel – RIAS Berlin)
  - 1. Folge: Padde verschläft die Zeit; Erstsendung: 15. Oktober 1958, Dauer: 24:15 Minuten
  - 2. Folge: Land in Sicht; Erstsendung: 22. Oktober 1958, Dauer: 24:40 Minuten
  - 3. Folge: Haifische; Erstsendung: 29. Oktober 1958, Dauer: 24:45 Minuten
  - 4. Folge: Dolimah; Erstsendung: 5. November 1958, Dauer: 24:50 Minuten
  - 5. Folge: Die Rettung; Erstsendung: 12. November 1958, Dauer: 25:05 Minuten[1]

## Skulpturen
In Hoorn stehen auf der Kaimauer beim Hauptturm (Hoofdtoren) Statuen der drei Schiffsjungen, über das Wasser spähend. Nicht weit von dort befindet sich ein Brustbild des Kapitäns Bontekoe.